# Budapesti Vasutas Sport Club (vaterpolo)
Budapesti Vasutas Sport Club je mađarsko športsko društvo iz Budimpešte; u svom sastavu ima i vaterpolski klub.
Godina osnivanja njegovog vaterpolskog ogranka: 

## Klupski uspjesi
- prvaci: 1966., 1984/85., 1986/87., 1995/96. 1996/97., 1997/98., 1998/99.

- Kup pobjednika kupova: doprvaci 1983/84. (izgubili u dvije utakmice u završnici od splitskog POŠK-a)